# Bowe Becker
Bowen „Bowe“ Becker (* 7. Juli 1997) ist ein Schwimmer aus den Vereinigten Staaten. Er erhielt bei Olympischen Spielen eine Goldmedaille.

## Sportliche Karriere
Bowe Becker studierte von 2015 bis 2019 an der University of Minnesota. Seine beste Platzierung bei den Meisterschaften der National Collegiate Athletic Association war der zweite Platz über 100 Yards Freistil in seinem letzten Studienjahr. Nach seiner Graduierung wurde Becker Profi.
Becker nahm bereits 2016 an den US Olympic Trials teil, war aber weit von einer Qualifikation entfernt. Erst fünf Jahre später schaffte er den Sprung in die Nationalmannschaft.
Wegen der COVID-19-Pandemie wurden die Olympischen Spiele in Tokio erst 2021 ausgetragen. In der 4-mal-100-Meter-Freistilstaffel schwammen Brooks Curry, Blake Pieroni, Bowe Becker und Zach Apple die zweitschnellste Zeit mit einer Sekunde Rückstand auf die Italiener. Im Finale mit Caeleb Dressel statt Curry siegte das US-Team mit einer Sekunde Vorsprung auf die Italiener, die den zweiten Platz gerade noch vor den Australiern retten konnten.